# Uniunea Evreilor Români
Uniunea Evreilor Români a fost o formațiune politică din România interbelică. Primul președinte al formațiunii a fost Adolphe Stern, succedat de avocatul Wilhelm Filderman.
Uniunea Evreilor Români a încheiat mai multe carteluri electorale cu PNL, în timp ce formațiunea evreiască rivală, Partidul Evreiesc din România, a încheiat mai multe alianțe cu PNȚ. Avram Leib Zissu, președintele de onoare al PER, a reproșat Uniunii Evreilor Români că facilizează asimilarea evreilor din România.